# Iep!
Iep! (internationale titel: Eep!) is een Nederlandse familiefilm uit 2010 onder regie van Rita Horst, naar een verhaal van kinderboekenschrijfster Joke van Leeuwen.

## Verhaal
Vogelkijker Warre (Huub Stapel) ontdekt tijdens zijn bezigheden onder een struik een wezen met de uiterlijke kenmerken van een heel klein meisje, dat echter vleugels in plaats van armen heeft. Hij beschouwt het zelf als een bijzondere vogel, maar zijn vrouw Tine (Joke Tjalsma) vindt het meer een meisje. Ze noemen haar eerst Vogeltje, maar omdat ze het zelf uitspreekt als Viegeltje (ze kan sommige klinkers, waaronder de o, niet uitspreken) veranderen ze haar naam daarin, zodat ze tenminste haar eigen naam kan uitspreken. Tine probeert haar als een gewoon meisje op te voeden, maar is wel bezorgd dat ze, omdat ze geen handen heeft, bijvoorbeeld niet netjes kan eten. Warre ziet meer de positieve kanten van het kunnen vliegen. Ze groeit snel.
Wanneer de winter komt vliegt Viegeltje met de overige vogels mee naar het zuiden, waarna Warre en Tine gaan zoeken. Meermalen vinden ze haar, maar dan vliegt ze weer weg. Ze worden geholpen door een ander meisje, Loetje. Ook een onhandige reddingswerker probeert te helpen. Loetje raakt bevriend met het jongetje Bor.
Uiteindelijk nemen ze afscheid van Viegeltje. Ze hopen wel dat ze bij de trek weer langs komt.

## Rolverdeling
- Huub Stapel als Warre; een vriendelijke vogelkijker die tot veel bereid is om zijn bezitterige vrouw gelukkig te houden.
- Joke Tjalsma als Tine; de vrouw van Warre die, ondanks haar leeftijd, nog steeds een grote kinderwens heeft. De komst van Viegeltje maakt veel moedergevoelens in haar los, en ze probeert het wezentje op te voeden volgens haar eigen normen - daarbij het feit dat Viegeltje geen gewoon kind is veronachtzamend.
- Kenadie Jourdin-Bromley als Viegeltje; een wezentje dat half meisje, half vogel is. Ze heeft een wispelturig en eigenwijs karakter, en heeft daarmee een grotere invloed op de mensen in haar omgeving dan ze zelf in de gaten heeft. Jourdin is een Canadees meisje met primordiale dwerggroei, een zeer zeldzame groeistoornis, die haar al voor de film - haar acteerdebuut - enige bekendheid had verworven. Hoewel in eerste instantie werd overwogen om het personage geheel met computer te animeren, werd nadat regisseuse Rita Horst een documentaire over Jourdin zag, besloten haar ouders te contacteren voor de rol.[2] Op het moment van filmen was de 7-jarige Jourdin 76 centimeter lang.
- Madelief Vermeulen als Loetje; een klein meisje wier drukbezette vader geen tijd heeft om met haar te spelen. In Viegeltje vindt ze een speelkameraadje, totdat deze wegvliegt naar het zuiden. Vermeulen, die voorafgaand aan de film geen professionele acteerervaring had, doorliep de audities voor de rol na op de balletschool over het project te hebben gehoord.[3]
- Ties Dekker als Bor; een jongen met phasmofobie, die Viegeltje als een spook beschouwt. Bor wordt de nieuwe beste vriend van Loetje tijdens haar zoektocht naar Viegeltje. Dekker, die op het moment van filmen 10 jaar was, speelde eerder in enkele commercials en het multimediaproject Z@ppflat van NPO-onderdeel Z@ppelin. Zijn rol als Bor in Iep! was zijn cinemadebuut.[3]
- Diederik Ebbinge als de redder; een man die veel voldoening uit zijn werk bij de hulpdiensten haalde totdat een mislukte operatie om Viegeltje van een kerktoren te redden het vertrouwen in zijn eigen kunnen beschadigde. Door de zoektocht naar Viegeltje herwint hij zijn zelfvertrouwen.

## Boekverfilming
Iep! is een verfilming van het gelijknamige boek van Joke van Leeuwen (ISBN 9789045110424), dat in 1996 bij Uitgeverij Querido verscheen en in 1997 werd bekroond met de Woutertje Pieterse Prijs, de Gouden Uil en de Zilveren Griffel. Het boek, dat meer dan 50.000 keer werd verkocht en in een tiental talen werd vertaald, werd door Mieke de Jong bewerkt tot een script.